# Visite d'État de Fidel Castro au Chili
La visite d'État de Fidel Castro au Chili en 1971 a été un événement marquant tant pour la politique intérieure chilienne qu'en ce qui concerne les relations extérieures de Cuba. Le voyage du chef d'État cubain a lieu alors que le Chili connait d'importants troubles politiques pendant le mandat de Salvador Allende, élu en 1970. Il s'agit de la première visite d'État de Fidel Castro depuis sa visite à Moscou en 1964 et en cela, sa venue permet à Cuba de briser l'isolement diplomatique dans lequel se trouve le pays en Amérique latine. Cette visite d'État est particulièrement longue, Castro restant 23 jours dans le pays, le parcourant du nord au sud et s'impliquant dans la politique chilienne. À son arrivée dans les villes qu'il visite, il est généralement accueilli par des foules de sympathisants. Sa visite finit par incommoder Salvador Allende tandis que la droite chilienne l'a exploitée pour discréditer le gouvernement d'Unité populaire.

## Contexte

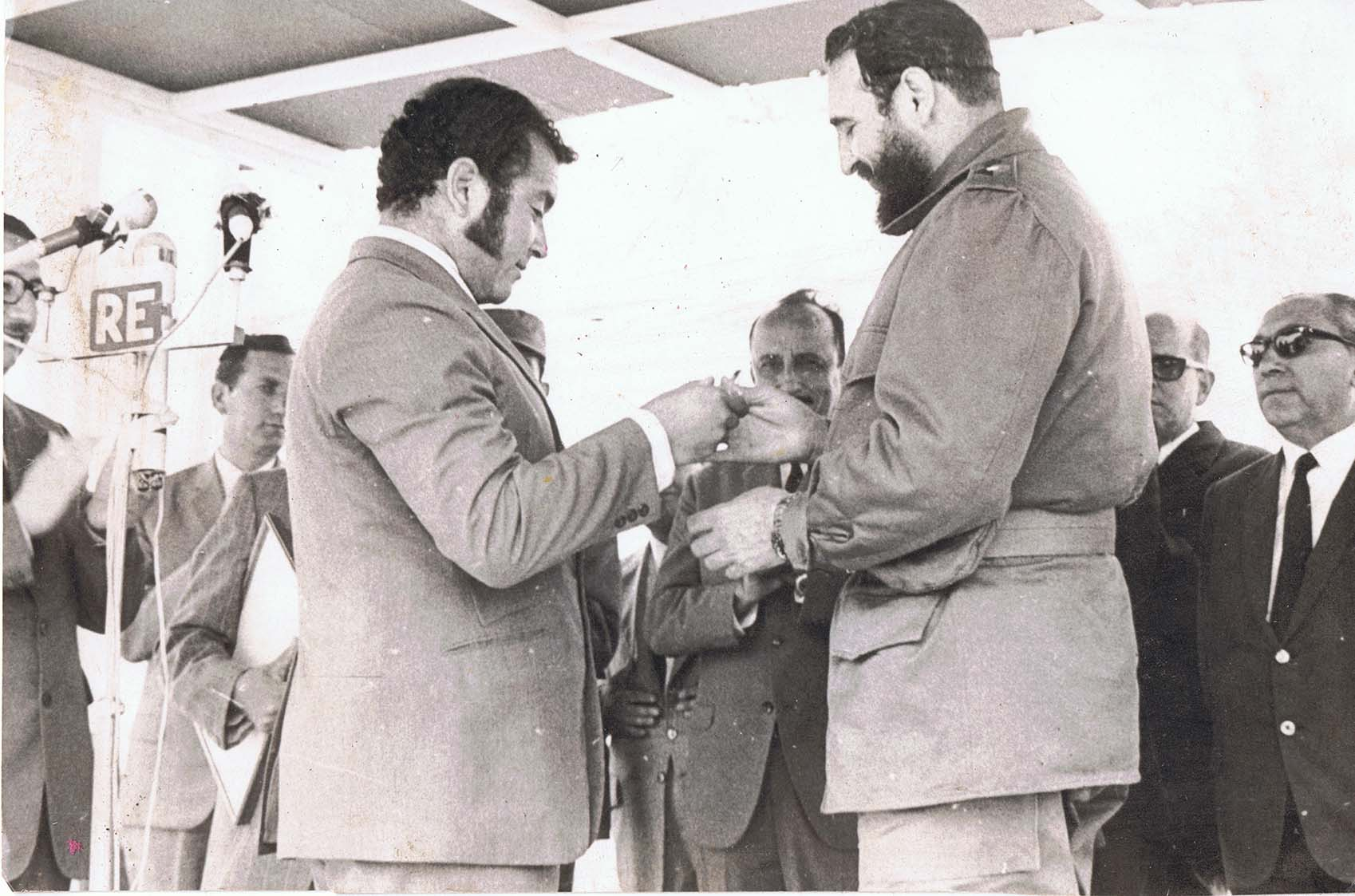
Castro en compagnie du maire d'Antofagasta Germán Miric Vega.

En 1970, Allende, nouvellement élu à la tête du Chili rétablit les relations diplomatiques avec Cuba qui étaient coupées depuis 1964. En janvier 1971, le régime cubain et le Chili se mettent d'accord pour une visite de Castro dans le pays du cône sud. L'isolement de Cuba est alors tel qu'aucun pays d'Amérique latine ne permet que ses aéroports soient utilisés par la délégation cubaine comme point d'escale. Cuba doit donc faire appel à l'Union soviétique afin qu'elle mette à disposition un Iliouchine Il-62 long-courrier permettant au Premier ministre cubain d'effectuer le voyage par un vol direct.

## Visites

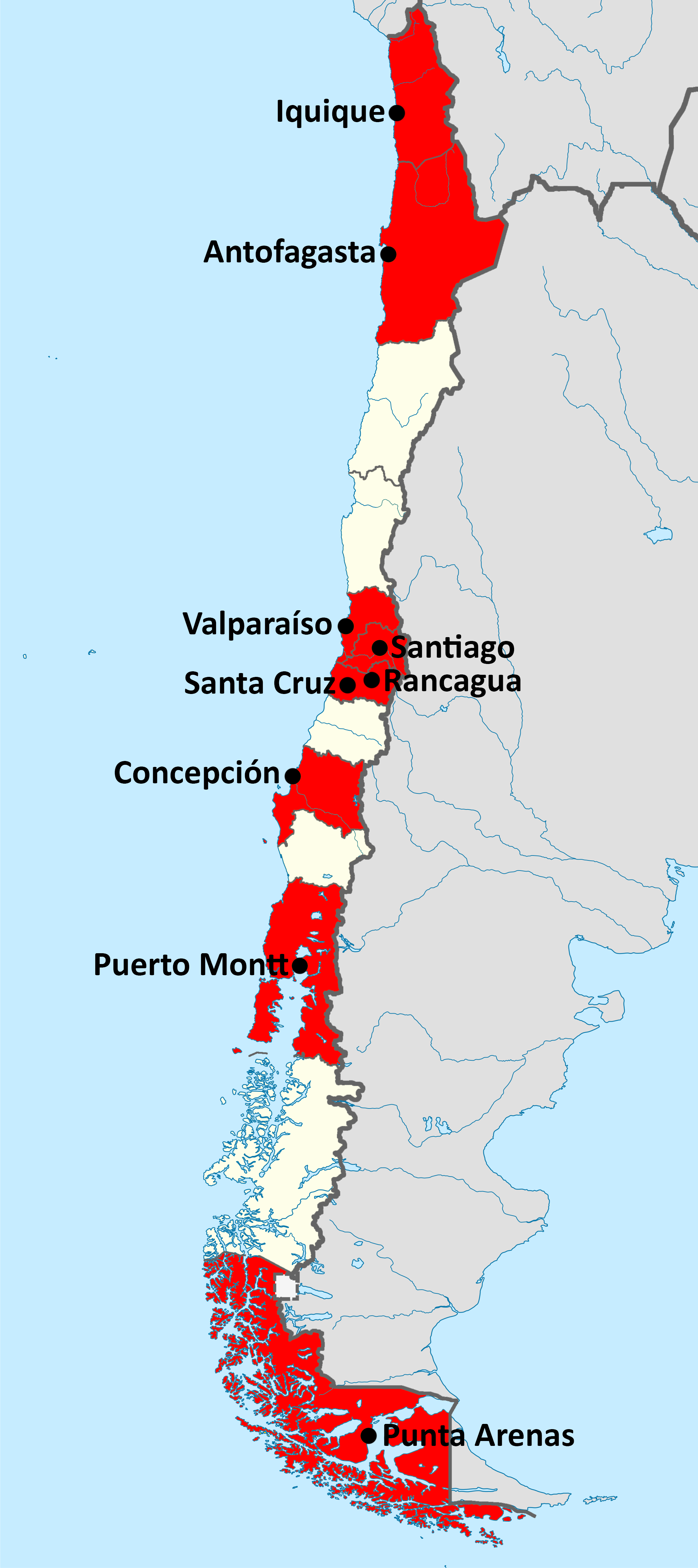
Carte indiquant les villes (points noirs) et les régions (en rouge) visitées par Fidel Castro.

La délégation cubaine est composée de 45 personnes, dont  du personnel médical et des forces spéciales qui adoptent une couverture de journalistes. Parmi les membres de l'appareil accompagnant le chef-d'État cubain on retrouve Armando Hart, Pedro Miret Prieto (ministre des mines), Belarmino Castilla Mas (ministre de l'éducation) et Arnaldo Ochoa Sánchez (chef du commandement militaire de La Havane), José Abrantes (vice-ministre de l'Intérieur); Mario García Incháustegui (ambassadeur au Chili), Roberto Meléndez (directeur du Protocole° et José Miyar Barruecos (recteur de l'université de La Havane).
Castro est accueilli à son arrivée à l'aéroport par des partisans, dont des communistes. Le dispositif de sécurité autour de sa personne est initialement assuré conjointement par des Chiliens et des Cubains ce qui est sans précédent au Chili. Le lendemain, il se rend à La Moneda, la résidence officielle du président, où il est accueilli par Salvador Allende. Là, Castro et Allende discutent, hors protocole, pendant des heures.
Au cours des jours qui suivent, Castro se rend tout d'abord à l'extrême nord du pays. Là il visite Antofagasta, Iquique, les usines de salpêtre de Santa Elena qui sont le berceau historique du mouvement ouvrier chilien et la mine de cuivre nouvellement nationalisée de Chuquicamata. Castro voyage ensuite vers le sud, passant par Concepción et Lota, ville qui vit de l'extraction du charbon. Castro retrouve ensuite de nouveau Allende à Puerto Montt. Tous deux embarquent sur le destroyer Riveros qui fait cap au sud, passant par les canaux de Patagonie pour arriver à Punta Arenas à l'extrême sud du pays. De retour à Santiago, Castro rencontre le cardinal Raúl Silva Henríquez. Dans la capitale, Augusto Pinochet, qui n’est pas encore commandant en chef des Forces armées chiliennes, accompagne Fidel Castro durant plusieurs visites protocolaires. A Valparaíso, Castro retrouve à nouveau Allende pour son départ. Le syndicat CUT organise une cérémonie d’adieux au Stade national mais l’événement n'a pas le succès espéré, le stade restant à moitié vide. Castro affiche sa déception.

## Déclarations de Castro

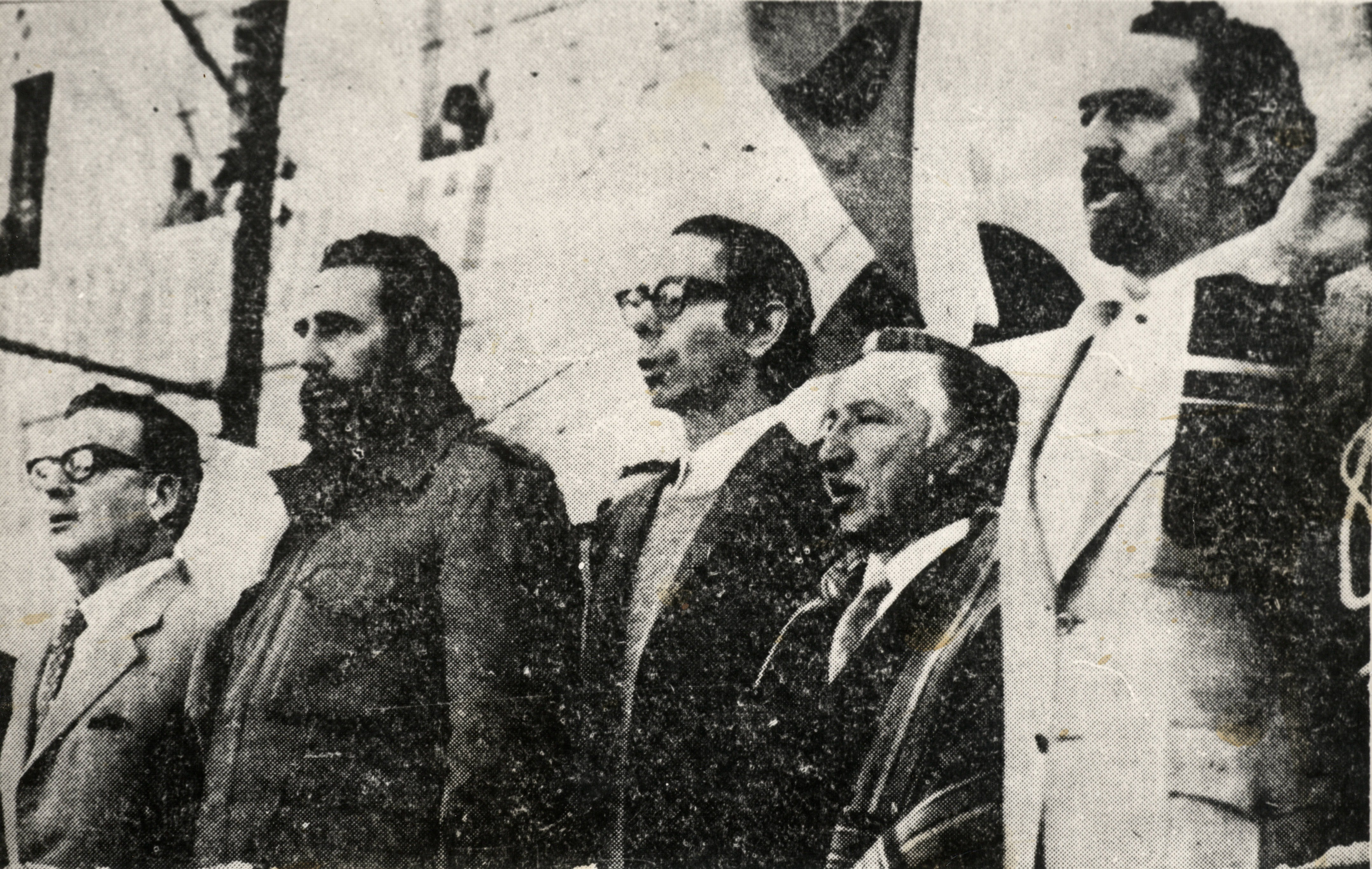
Castro et Allende avec les dirigeants du Parti socialiste du Chili et du Parti communiste du Chili, Carlos Altamirano et Luis Corvalán.

Pendant sa visite, Castro discute longuement avec des étudiants, des travailleurs et des petits commerçants. Sa chaleur et sa proximité affichée avec les Chiliens ordinaires lui est reconnue. Sa rencontre avec les étudiants de l'Université de Concepción est restée dans les mémoires.
Castro fait l'éloge de divers traits saillants du Chili lors de sa visite. Il loue notamment ses paysages et sa culture politique qu'il juge supérieure à celle du Cuba pré-révolutionnaire. Castro considère à cette époque que le Chili est au milieu d'un processus révolutionnaire, reconnaissant les obstacles qui existent dans ce pays par rapport à la situation cubaine, mais se félicitant de la nationalisation chilienne du cuivre. Au cours de sa visite, Castro s'affiche en train de déguster un certain nombre de spécialités chiliennes, notamment du pisco, du chirimoya et des empanadas . À Santa Cruz, Castro s'habille en costume traditionnel de huaso, les gauchos chiliens, portant poncho et chupalla.
Ces déclarations sur des questions de politique intérieure restent l'aspect le plus controversé de sa visite. Il critique tour à tour les propriétaires terriens chiliens, la presse, l'opposition à Allende et l'oligarchie.